# Henri Augé
Henri Augé (Cournonterral, 2 dicembre 1941) è un ex calciatore francese, di ruolo difensore.

## Caratteristiche tecniche
Augé ha iniziato la sua carriera da attaccante, per poi essere spostato nel ruolo di centrale difensivo.

## Carriera

### Club
Cresciuto nel Gard, nel 1958 viene aggregato alle giovanili dell'allora SO Montpellier, venendo promosso due anni dopo in prima squadra. Nel 1961, con il club, ha vinto la Division 2 francese. Nel 1968 viene acquistato dal Nîmes, laureandosi vicecampione di Francia e vincendo la Coppa delle Alpi nel 1972. Nel 1975 ritorna al Montpellier, già MHSC, con cui resterà fino al 1977, quando passa al Vauvert per concludere la sua carriera.

### Nazionale
Nel 1971 ha giocato una partita con la seconda rappresentativa della nazionale francese, la Francia B.

## Palmarès
- Division 2: 1

Montpellier: 1961
- Coppa delle Alpi: 1

Nîmes: 1972